# Taylor J-2
Il Taylor J-2 Cub, poi Piper J-2 Cub era un velivolo leggero biposto ad ala alta e carrello d'atterraggio biciclo fisso, prodotto dall'azienda statunitense Taylor Aircraft Company, diventata in seguito Piper Aircraft Corporation, nella seconda parte degli anni trenta.
Realizzato tra il 1936 ed il 1938 in oltre un migliaio di esemplari, fu il modello che risollevò le sorti dell'azienda sull'orlo della bancarotta per il fallimentare E-2
Caratterizzato dalle testate dei cilindri che sporgevano dal profilo, il J-2, soprannominato Cub (in inglese cucciolo), venne utilizzato come aereo da turismo ed addestramento. Da questo modello verrà sviluppato, l'anno successivo, il J-3 Cub.

## Storia del progetto
Nel 1935 la Taylor decise di sviluppare un nuovo modello che potesse sostituire il precedente e poco apprezzato H-2 Cub. Per il progetto venne incaricato Walter Jamouneau (a lui si deve la J), che modificò i disegni originali trovando una linea più gradevole ed arrotondata, al contrario di quella spigolosa del precedente modello. Nel frattempo Clarence Gilbert Taylor lasciò la compagnia per fondare una nuova azienda aeronautica, la Taylorcraft, per cui William T. Piper acquistò le azioni di Taylor.
Il J-2, come venne designato, era caratterizzato da estremità alari raccordate ed arrotondate, un diverso impennaggio con deriva e timone di maggiori dimensioni per favorire la direzionalità e pneumatici maggiorati per poter meglio operare da aviosuperfici occasionali e non preparate. Inoltre, per supplire al problema della mancanza di potenza dell'E-2/H-2 venne equipaggiato con un più potente Continental A-40-3, un motore a 4 cilindri contrapposti capace di erogare una potenza di 37 hp (28 kW).
Il nuovo modello venne mostrato al pubblico per la prima volta nell'ottobre 1935 ottenendo la certificazione il 14 febbraio 1936. Dal settembre successivo i primi esemplari di produzione in serie adottarono l'appena più potente Continental A-40-4 da 40 hp (30 kW) che comunque, dato il peso a vuoto dell'ordine dei 250 kg (550 lb), garantiva prestazioni ancora superiori.
Tra il 1936 ed il 1937 alcuni esemplari vennero costruiti in California dalla Aircraft Associates, e questi sono conosciuti come Western Cub.
Nei primi mesi del 1937 lo stabilimento venne distrutto da un incendio e l'azienda fu costretta a trasferirsi a Lock Haven; la produzione venne riavviata solo nel maggio successivo. In novembre l'azienda mutò la sua ragione sociale in Piper Aircraft Corporation e da quel momento i J-2 adottarono il nuovo marchio aziendale,
L'ultimo dei 1 207 J-2 uscì dallo stabilimento nel 1938 lasciando la produzione al J-3 Cub.

## Impiego operativo
Il J-2 venne impiegato essenzialmente come aereo da turismo da utenti privati e come aereo da addestramento nelle scuole di volo civili.
L'unico operatore militare fu la Guardia Nacional nicaraguense che ne utilizzò un esemplare fino al 1937 quando questo in un volo di trasferimento rimase distrutto.

## Versioni
J-2
versione di serie, biposto da turismo ed addestramento.
J-2S
versione idrovolante a scarponi.

## Utilizzatori

### Militari
Nicaragua
- Cuerpo de Aviación de la Guardia Nacional

operò con un esemplare nel 1937.

## Esemplari attualmente esistenti
Grazie alla sua robustezza e facilità di manutenzione molti sono gli esemplari arrivati fino ai nostri giorni. Nel 2009 sono oltre 100, tra Taylor J-2 e Piper J-2, ancora registrati nell'aviazione civile statunitense, la quasi totalità da ritenere ancora in condizioni di volo.
Molti anche quelli esposti in strutture museali in Australia, in Nuova Zelanda, nel Regno Unito e negli Stati Uniti d'America.